# Géza Ier
Pour les articles homonymes, voir Géza.
Géza Ier Árpád (né vers 1040 et mort le 25 avril 1077 et inhumé à Vác en Hongrie) est roi de Hongrie non couronné de 1074 à 1077.

## Biographie
Géza Ier est le second fils de Béla Ier et de Ryksa de Pologne.
Quand les troupes de Henri IV du Saint-Empire menées par Otton de Nordheim le duc de Bavière après avoir établi sur le trône Salomon, le fils de André Ier fiancé par son père à une sœur du futur empereur, se retirent de Hongrie, les fils de Béla reviennent dans le pays. 
L'affrontement avec le roi Salomon de Hongrie est évité grâce à l'intervention des évêques et Géza et le roi se réconcilient à Györ en janvier 1064. À Pâques de la même année, Géza reconnaît le pouvoir royal de Salomon et le couronne de ses mains à Pécs, il reçoit en contrepartie un duché qui représente un tiers du pays en Haute-Hongrie l'actuelle Slovaquie. La paix règne sept années et ils obtiennent de nombreux succès. En 1066, ils appuient Dmitar Zvonimir  de Croatie contre la Carinthie. En 1067, ils combattent les Tchèques qui dévastent la région frontalière et en 1068, ils battent à Kerlès dans le nord de la Transylvanie les Petchenègues qui ravagent la contrée.
La rupture entre eux intervient lors d'un conflit contre la garnison grecque de Nandorfehérvar. Ils s'emparent de la cité et s'opposent lors du partage des prises de guerre. La ville est perdue, puis reprise en 1072 par Géza et son frère Ladislas. Malgré ce succès commun, les deux partis recherchent des alliés. Ladislas demande l'appui des Russes, son autre frère Lambert celui des Tchèques et Géza celui de la Pologne pendant que Salomon s'appuie encore sur ses parents allemands. 
Au printemps 1074, Salomon marche contre Géza qui n'a pas encore reçu de renfort et qui est battu à la bataille de Kemej. Un nouvel affrontement a lieu après l'arrivée des Tchèques et, le 14 mars 1074, Géza et Ladislas écrasent l'armée de Salomon à Mogyoród non loin de Pest. Salomon se réfugie à Moson où il peut conserver un territoire restreint. Henri IV intervient de nouveau à la fin de 1074 et s'avance jusqu'à Vac mais l'offensive allemande doit s'arrêter et Salomon doit se contenter d'un domaine entre Moson et Pozsony où il vit jusqu'en 1081. 
En 1075, le pape Grégoire VII en conflit avec Henri IV reconnaît Géza Ier comme roi. Géza Ier fonde la même année l'abbaye bénédictine de Garamszentbenedek où il prend dans la charte de fondation le nom chrétien de « Magnus ». Également protégé par Byzance qui a rompu avec Rome depuis 1054, il reçoit du basiléus Michel VII Doukas une couronne qui, jointe à celle envoyée par le pape à St-Étienne Ier, forme la Sainte Couronne hongroise.  Les inscriptions de la couronne sont en grec : "À Geza, fidèle roi des Turcs". À Noël 1076, le nouveau roi déclare aux évêques qu'il est disposé à restituer à Salomon les deux tiers du royaume. Un échange d'ambassadeurs a lieu entre eux mais la mort de Géza Ier à la fin avril 1077 met un terme aux négociations. Le roi est inhumé à Vác et au printemps 1077, Ladislas le frère cadet de Géza Ier monte sur le trône.

## Union et postérité
Géza Ier épousa :
1. en 1062 Sophie de Looz († 1065), fille de Emmon, comte de Looz, dont :
  - Koloman le Bibliophile, roi de Hongrie, et peut-être :
  - Álmos, qui continua la lignée Árpád[7] ;
2. puis vers 1066/1075 Synadèna Synadène, fille de Théodolus Synadène.

### Sources
- Joseph Calmette, Le Reich allemand au Moyen Âge, Paris, Payot, 1951.
- Henry Bogdan, Histoire de la Hongrie, Paris, Presses universitaires de France, coll. « Que sais-je ? », no 678, 1966.
- Gyula Kristó,Histoire de la Hongrie médiévale. Tome I, le temps des Arpad, Presses universitaires de Rennes, 2000  (ISBN 2-86847-533-7).
- Miklós Molnar, Histoire de la Hongrie, Paris, Perrin, coll. « Tempus », 2004  (ISBN 2262022380).